# Jon Brion
Jon Brion (Glen Ridge, Nueva Jersey, 11 de diciembre de 1963) es un músico, productor, compositor, cantautor y multiinstrumentista estadounidense.

## Discografía

### ConThe Bats
- How Pop Can You Get? (1982)

### ConThe Grays
- Ro Sham Bo (1994)

### En solitario
- Meaningless (2001)

### Bandas sonoras de películas
- Sidney (Hard Eight) (junto a Michael Penn) (1996)
- Magnolia (1999)
- Embriagado de amor (Punch-Drunk Love) (2002)
- Eternal Sunshine of the Spotless Mind (2004)
- Extrañas coincidencias (I ♥ Huckabees) (2004)
- Synecdoche New York (2008)
- Hermanastros (Step Brothers) (2008)
- The Other Guys (2010)
- El Futuro (2011)
- ParaNorman (2012)
- The Blue Umbrella (Cortometraje que se estrenó el 22 de junio de 2013)
- Wilson (2017)
- Fool's Paradise (2023)
- Corazones rotos (2024)

### Productor
- Aimee Mann, Whatever, (1993)
- Aimee Mann, I'm With Stupid, (1995)
- Rufus Wainwright, Rufus Wainwright, (1998)
- Eleni Mandell, Wishbone, (1998)
- Fiona Apple, When the Pawn, (1999)
- Brad Mehldau, Largo, (2002)
- Rhett Miller, The Instigator, (2002)
- Evan Dando, Baby I'm Bored, (2003)
- Fiona Apple, Extraordinary Machine, ([2005])
- Sean Lennon, Friendly fire,(2006)
- Kanye West, Late Registration (co-producer), 2005
- Dido, Safe Trip Home, 2008
- Keane, Perfect Symmetry, 2008
- Mac Miller, Circles, 2020